# Mahnimal
Mahnimal es un grupo de música de Brasil.

## Historia
En la  década de 1990 nace en la isla de Vitória, Espírito Santo, un nuevo ritmo que mezcla la cultura local con la música pop mundial; el rockongo, creado por Mahnimal, banda hecha por hermanos y amigos de mucho tiempo, todo de acuerdo con las tradiciones del Congo, una manifestación del folclore típico capixaba (de Espírito Santo).
Desde entonces, la banda está en la carretera propagando su sonido diferenciado y conquistando algunas evidencias y premios por donde pasa. 
El primer de ellos fue un concurso de "jingles" que posibilitó la grabación del primer registro fonográfico del  Mahnimal. En junio de 1996, fue la vez de ganar  el premio de mejor arreglo en el Festival Nacional de Música, en Alegre (Espírito Santo), en medio a 360 músicas inscriptas en que el Mahnimal presentó por primera vez el Rockongo para un gran público (por vuelta de 20.000 personas). Sólo pasados dos meses es que la banda fue finalista del "Les Decouverts de RFI" (Radio France Internationale) que consideró el Mahnimal uno de los ocho mejores trabajos de América Latina y  Caribe, entre 440 bandas de todo el mundo, además de haber  sido elegida la banda Revelación de la EXPO98 en Lisboa, Portugal. Ultrapasando las fronteras del país, Mahnimal hizo más de 70 presentaciones en 4 "tourneés" por Europa, pasando por Portugal, España, Italia, Francia, Alemania, Reino Unido, Bélgica y Holanda; presentándose en los mayores festivales de verano europeos como SFINKS e POLE POLE FESTIVAL (Bélgica), Del Grec (España), Expo 98 (Portugal), FESTIGAL (Galicia) entre otros, además de presentaciones en casas nocturnas y mismo en medio de la calle.
Hace diez años, el grupo es hoy una de las más respetadas bandas de Espírito Santo, con 4 CDS disponibles y 01 DVD en vivo, es responsable por la inclusión del ritmo del congo en el mundo pop. Mahnimal presenta el ritmo congo en armonía con el rock, el reggae, el samba, el ticumbi, el jongo, la música electrónica, la MPB y el Pop. Un verdadero volcán musical que hinca un pie en la modernidad y otro en la cultura popular.

## Mahnimal en la Escuela
"Mahnimal en la Escuela" es básicamente una charla musical en las escuelas públicas y facultades, en que el grupo hace unas presentaciones acústicas intermediadas por debates entre los alumnos y los integrantes del grupo sobre música, cultura popular, mercado, etc. El evento es sólo para los alumnos de cada escuela y tiene la duración de cerca de dos horas y para que el alumno participe, deberá llevar un quilo de alimento que será ofrecido a varias instituciones de caridad.
Para este proyecto Mahnimal no cobra por la presentación artística.